# 唐·阿米契
多米尼克·菲利克斯·「唐」·阿米契（英語：Dominic Felix "Don" Amici，1908年5月31日—1993年12月6日），美国男演员，曾获奥斯卡最佳男配角奖。